# Thomas Lyman
Thomas Lyman (ur. 5 listopada 1970) – amerykański snowboardzista. Nie startował na igrzyskach olimpijskich. Na mistrzostwach świata jego najlepszym wynikiem jest 12. miejsce w slalomie równoległym na mistrzostwach w San Candido. Najlepsze wyniki w Pucharze Świata osiągnął w sezonie 1995/1996, kiedy to zajął 19. miejsce w klasyfikacji generalnej, a w klasyfikacji giganta był ósmy.

## Sukcesy

### Mistrzostwa Świata
| Miejsce | Dzień       | Rok  | Miejscowość | Konkurencja       | Zwycięzca      |
| ------- | ----------- | ---- | ----------- | ----------------- | -------------- |
| 43.     | 27 stycznia | 1996 | Lienz       | Gigant            | Jeff Greenwood |
| 12.     | 25 stycznia | 1997 | San Candido | Slalom równoległy | Mike Jacoby    |

### Puchar Świata

#### Miejsca w klasyfikacji generalnej
- 1994/1995 - -
- 1995/1996 - 19.
- 1996/1997 - 57.
- 1997/1998 - 104.

#### Miejsca na podium
1. Zell am See – 21 listopada 1995 (Gigant) - 3. miejsce
2. Zell am See – 22 listopada 1995 (Gigant) - 3. miejsce